# Campeonato Europeo de Curling Masculino de 2000
El XXVI Campeonato Europeo de Curling Masculino se celebró en Oberstdorf (Alemania) entre el 9 y el 16 de diciembre de 2000 bajo la organización de la Federación Mundial de Curling (WCF) y la Federación Alemana de Curling.
Las competiciones se realizaron en el Eislaufzentrum de la ciudad alemana.

## Tabla de posiciones
| Pos | Equipo       | G | P | G–P |
| --- | ------------ | - | - | --- |
| 1   | Finlandia    | 9 | 0 | –   |
| 2   | Dinamarca    | 7 | 2 | 1–0 |
| 3   | Suiza        | 7 | 2 | 0–1 |
| 4   | Suecia       | 6 | 3 | –   |
| 5   | Noruega      | 4 | 5 | 1–0 |
| 6   | Alemania     | 4 | 5 | 0–1 |
| 7   | Francia      | 3 | 6 | 1–0 |
| 8   | Escocia      | 3 | 6 | 0–1 |
| 9   | Países Bajos | 1 | 8 | 1–0 |
| 10  | Luxemburgo   | 1 | 8 | 0–1 |

## Cuadro final
|  | Semifinales | Semifinales |   |        | Final        | Final |  |
|  |             |             |   |        |              |       |  |
|  |             |             |   |        |              |       |  |
|  | Finlandia   | 8           |   |        |              |       |  |
|  | Suecia      | 7           |   |        |              |       |  |
|  |             |             |   |        |              |       |  |
|  |             |             |   |        |              |       |  |
|  |             |             |   |        | Finlandia    | 8     |  |
|  |             | Dinamarca   | 7 |        |              |       |  |
|  |             |             |   |        |              |       |  |
|  |             |             |   |        |              |       |  |
|  |             |             |   |        | Tercer lugar |       |  |
|  |             |             |   |        |              |       |  |
|  | Suiza       | 5           |   | Suecia | 10           |       |  |
|  | Dinamarca   | 6           |   |        | Suiza        | 7     |  |